# りんのなお
りんの なおは、日本プロ麻雀協会所属の女性プロ雀士。群馬県出身。

## 人物
- キャッチフレーズは「凛々しきクイーン」
- プロクイーンを3回獲得している。
- 趣味はマッサージ、料理

## 獲得タイトル
- プロクイーン決定戦（第18期、第20期、第22期）
- 新人王戦（第20期）